# جورج ارتشر
جورج ارتشر (بالإنجليزية: George Archer)‏ هو لاعب غولف أمريكي، ولد في 1 أكتوبر 1939 في سان فرانسيسكو في الولايات المتحدة، وتوفي في 25 سبتمبر 2005 بسبب لمفوما.

## وصلات خارجية
- جورج ارتشر على موقع رابطة لاعبي الغولف المحترفين (الإنجليزية)
- جورج ارتشر على موقع التصنيف العالمي الرسمي للغولف (الإنجليزية)
- جورج ارتشر على موقع إن إن دي بي (الإنجليزية)